# Marienborg (ambtswoning)
Marienborg is een landhuis uit de 18e eeuw gelegen in Sorgenfri in de gemeente Lyngby-Taarbæk, 15 kilometer ten noorden van Kopenhagen. Sinds 1962 is Marienborg de officiële verblijfplaats van de premier van Denemarken. Het wordt vaak gebruikt voor regeringsconferenties, topontmoetingen en andere officiële doeleinden, waaronder de nieuwjaarstoespraak van de premier.
Marienborg is niet het kantoor van de Deense minister-president. Dat bevindt zich in Christiansborg, in het centrum van Kopenhagen. Marienborg staat opgenomen in het Deense register van beschermde gebouwen.

## Geschiedenis

### 18e eeuw
In de 18e eeuw werd de streek ten noorden van Kopenhagen populair vanwege het schilderachtige uitzicht en de recreatiemogelijkheden waardoor er veel zomerresidenties werden gebouwd. Marienborg is gebouwd op een van de vele terreinen die vanaf het midden van de 18e eeuw van het landgoed Frederiksdal werden verkocht. Het hoofdgebouw werd rond 1745 gebouwd voor de marineofficier Olfert Fas Fischer.
In 1750 verkocht Fischer het landgoed aan Peter de Windt. De weduwe van Windt, Maria Cathrine Michaelsdatter Fabritius, verkocht het landgoed enkele jaren na diens dood aan Jacob Frederik Schaffalitzky de Muckadell.
Van 1764 tot 1792 was Gysbert Behagen eigenaar van Marienborg, een rijke koopman en reder. Hij werd opgevolgd door Hans Werner Rudolf Rosenkrantz Giedde.
Het landgoed werd in 1795 gekocht door Johan Frederik Lindencrone, die het Marienborg noemde, naar zijn vrouw Marie.

### 19e eeuw
In 1800 moest Lindencrone Marienborg verkopen wegens financiële moeilijkheden. De koper, Johann Traugott Lebrecht Otto, had als garnizoenschirurgijn gediend op Saint Thomas in Deens-West-Indië. In 1801 verkocht hij het landgoed aan Julius Ludvig Frederik Rantzau en Johan de Windt. In 1803 veranderde Marienborg opnieuw van eigenaar toen het werd gekocht door de Deens-Nederlandse koopman Jean de Coninck (1744-1807).
Peter Boll Wivet (1760-1824), advocaat bij de Deense Hoge Raad, was eigenaar van Marienborg vanaf 1809 en tot zijn dood in 1824.
Marienborg werd in 1853 gekocht door Vilhelm Junius Lorentz Petersen, de eigenaar van wijnhandel Lorentz Petersen. Bij zijn dood in 1863 werd het verkocht aan Rosalie Hennings, wier echtgenoot, Adam Gottlob Moltke van Espe en Bonderup, ook net was overleden. Na haar dood bleef Marienborg de volgende 15 jaar in handen van de familie Moltke.

### 20e eeuw
Oscar Wandel, eigenaar van wijnbedrijf Carl Wandel & Søn, kocht Marienborg in 1899. In 1915 verkocht hij het landgoed aan Vilhelm Skovgaard-Petersen.
Na het overlijden van de laatste particuliere eigenaar, advocaat C.L. David, werd Marienborg in 1960 aan de Deense staat nagelaten als zomerverblijf voor de minister-president.

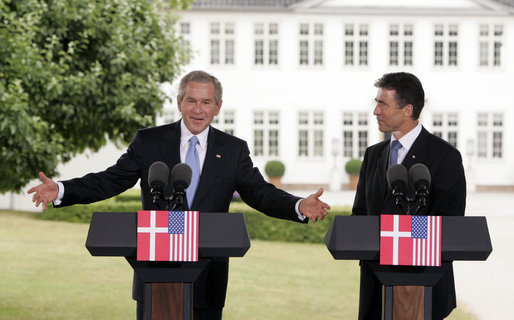
De Amerikaanse president George W. Bush en Deense minister-president Anders Fogh Rasmussen houden een gezamenlijke persconferentie in de tuinen van Marienborg, juli 2005

## Lijst van eigenaren[8]
- 1745–1750: Olfert Fas Fischer
- 1750–1753: Peter de Windt
- 1753–1755: Maria Cathrine Michaelsdatter Fabritius
- 1755–1764: Jacob Frederik Schaffalitzky de Muckadell
- 1764–1793: Gysbert Behagen
- 1793–1795: Hans Werner Rudolf Rosenkrantz Giedde
- 1795–1800: Johan Frederik Lindencrone
- 1800–1801: Johann Traugott Lebrecht Otto
- 1801–1803: Julius Ludvig Frederik Rantzau/Johan de Windt
- 1803–1807: Jean de Coninck
- 1807–1809: Erfgenamen van Jean de Coninck
- 1809–1824: Peter Boll Wivet
- 1824–1849: Cathrine Ernst
- 1849: Cecilie Wivet
- 1849–1855: Edvard Knudsen
- 1855–1863: Vilhelm Junius Lorentz Petersen
- 1863–1864: Landgoed van Vilhelm Junius Lorentz Petersen
- 1864–1885: Rosalie Hennings
- 1885–1899: Familie Moltke
- 1899–1915: Oscar Wandel
- 1915–1934: Vilhelm Skovgaard-Petersen
- 1934–1960: C. L. David
- 1960–1962: Landgoed van C. L. David
- 1962–heden: Staatseigendom

### Staatseigendom: Ministers-presidenten[9]
- Viggo Kampmann: 1960–1962
- Jens Otto Krag: 1962–1968, 1971–1972
- Hilmar Baunsgaard: 1968–1971
- Anker Jørgensen: 1972–1973; 1975–1982
- Poul Hartling: 1973–1975
- Poul Schlüter: 1982–1993
- Poul Nyrup Rasmussen: 1993–2001
- Anders Fogh Rasmussen: 2001–2009
- Lars Løkke Rasmussen: 2009–2011, 2015–2019
- Helle Thorning-Schmidt: 2011–2015
- Mette Frederiksen: 2019–heden